# Massaker von Ochota
Als Massaker von Ochota (polnisch Rzeź Ochoty) wird der von der deutschen Besatzungsmacht begangene Massenmord an polnischen Zivilisten des Warschauer Stadtteiles Ochota während des Zweiten Weltkrieges bezeichnet.

## Warschauer Aufstand

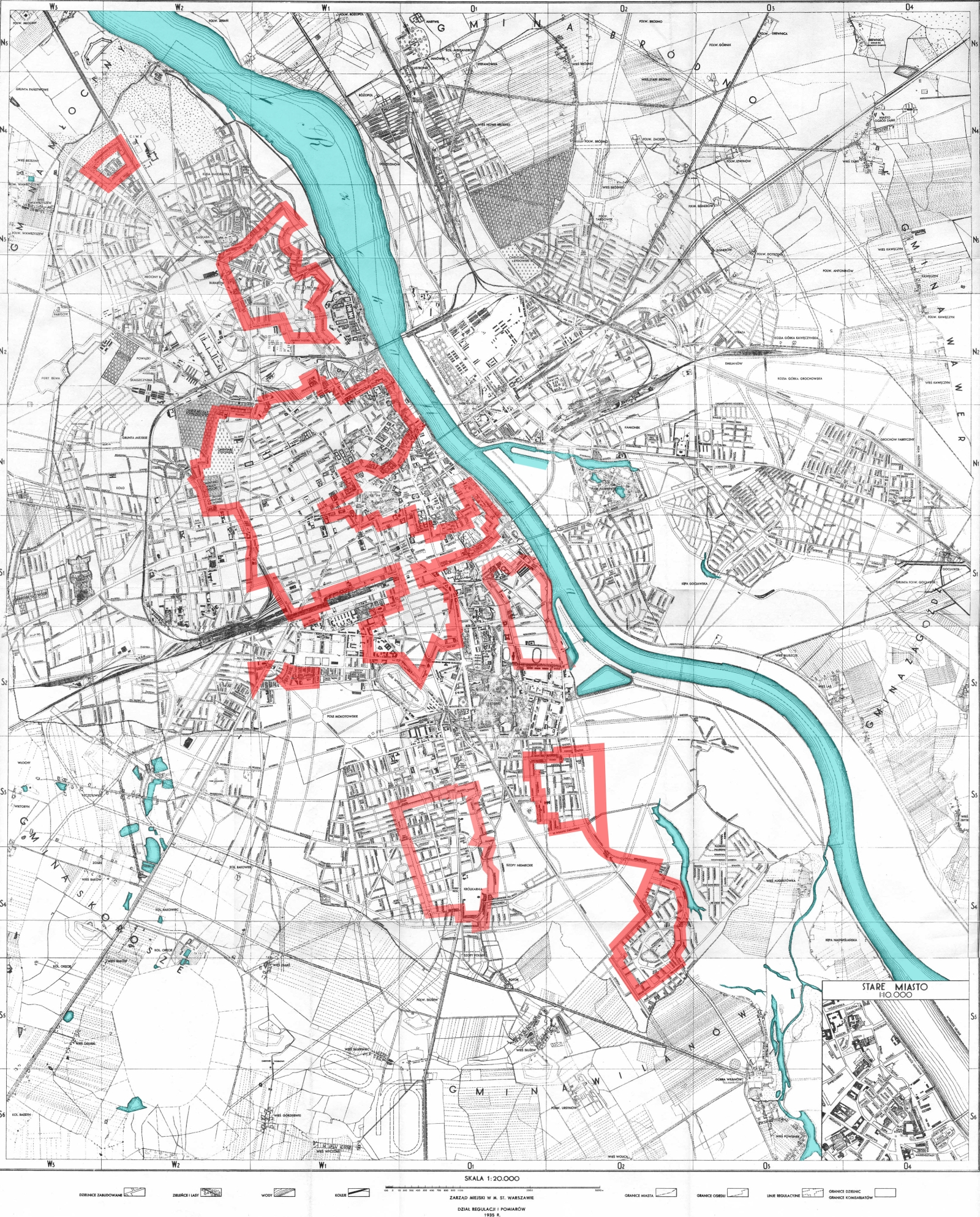
Von der Heimatarmee eroberte Gebiete in Warschau am 4. August 1944. Der besetzte Teil des Stadtdistrikts Wola befindet sich im westlichen Stück des mittleren Bereiches.

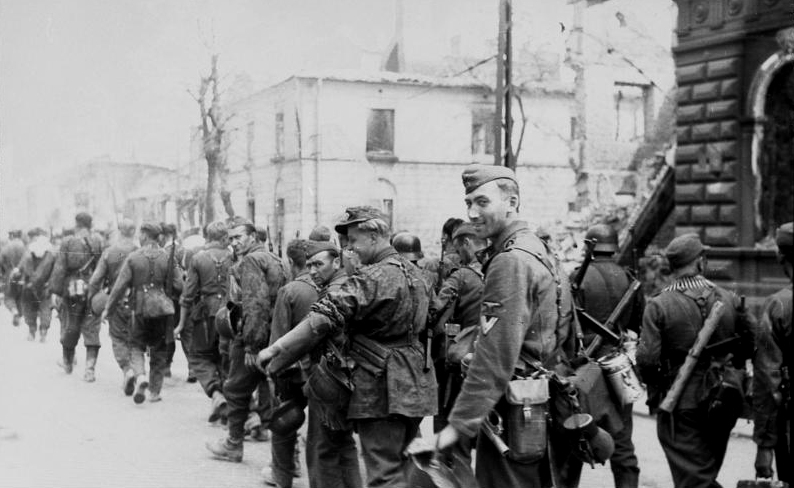
Einmarsch von Soldaten der Waffen-SS, vermutlich auf der Ulica Chłodna; vermutlich nahe der Mirów-Hallen und deshalb bereits nach dem 8. August 1944.

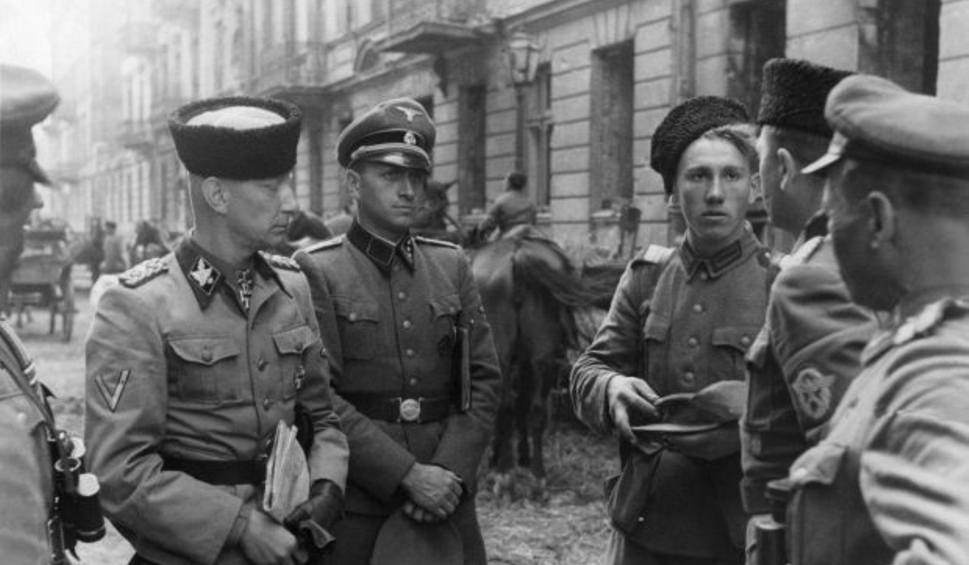
SS-Gruppenführer Heinz Reinefarth, der „Schlächter von Wola“, mit Kosaken-Hilfstruppen

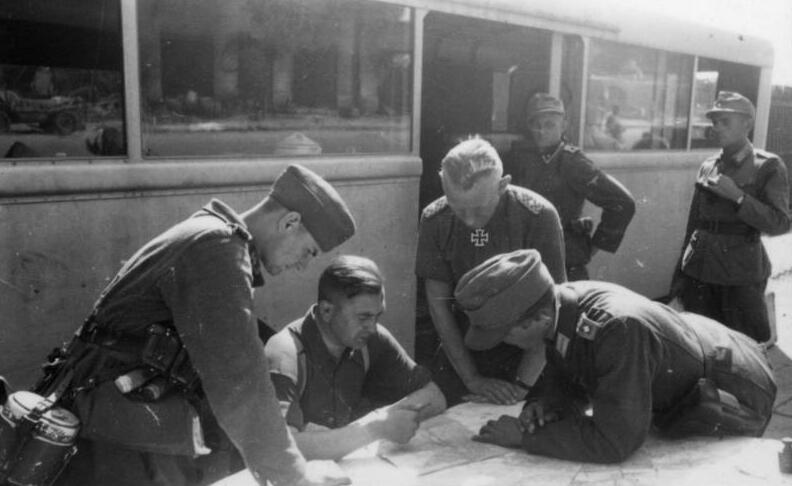
Ein Informant zeigt Reinefarth und seinem Stab Stellungen der Heimatarmee in Wola.

Am 1. August 1944 brach der Warschauer Aufstand im besetzten Warschau aus. Hitler beauftragte entgegen dem Vorschlag des Generalstabschefs Heinz Guderian nicht die Wehrmacht, sondern die SS mit der Niederschlagung dieses Aufstandes, der ihm und Heinrich Himmler zunächst als ein günstiger Vorwand erschien, um die Stadt Warschau zu zerstören sowie ein abschreckendes Beispiel gegenüber anderen besetzten Gebieten zu schaffen.

## Beteiligte deutsche Einheiten und Führungspersonal
Am 5. August 1944 erhielt SS-Obergruppenführer Erich von dem Bach-Zelewski von Hitler den Auftrag zur Niederschlagung des Aufstandes. Er war Himmler direkt unterstellt und ihm wurde der Oberbefehl über alle deutschen Truppen in Warschau (Korpsgruppe „Von dem Bach“) erteilt. Sein Ia wurde der spätere SS-Hauptsturmführer Kurt Krull. Das Korps bestand zunächst aus der „Kampfgruppe Reinefarth“ und der am 2. August 1944 gebildeten von Generalmajor Günther Rohr geführten „Kampfgruppe Rohr“ (daneben verfügte von dem Bach-Zelewski über zahlreiche, kleinere Wehrmachteinheiten – meist in Abteilungs- bzw. Batteriestärke. Dazu gehörten Artillerie-, Infanterie-, Sturmpionier- und Panzergrenadier-Truppen). Zur Unterstützung stand ein Feldersatz-Bataillon der Fallschirm-Panzer-Division „Hermann Göring“ bereit. Ab September 1944 wurde von dem Bach-Zelewski dann auch noch die 19. Panzer-Division unter Generalleutnant Hans Källner zugeordnet.
Zu von dem Bach-Zelewskis Einheiten gehörten diverse, kleinere „fremdvölkische Verbände“, in denen Russen, Kosaken, Turkmenen (dabei handelte es sich um fünf Kosaken-Abteilungen, zwei russische Reiterabteilungen und zwei ostmuselmanische SS-Kompanien) und weitere Aserbaidschaner (Aserbeidschanisches Infanterie-Bataillon I/111 unter Hauptmann Werner Scharrenberg mit einer Mannstärke von 200) dienten. Insgesamt standen von dem Bach-Zelewski in den ersten zwei Augustwochen rund 11.000 Mann zur Verfügung. Der „Kampfgruppe Rohr“ unterstanden die Warschauer Polizeieinheiten (dazu gehörten auch verschiedene Abteilungen des Werk- und Bahnschutzes) unter SS- und Polizeiführer Paul Otto Geibel sowie die nur aus zwei Bataillonen bestehende und rund 1700 Mann starke, am 4. August aus Częstochowa herangeführte SS-Division „RONA“ unter Bronislaw Kaminski und dessen Regimentskommandeur Major Juri Frolow. Außerdem verfügte er über einige Wehrmachteinheiten.
Von dem Bach-Zelewski, bislang zur Beaufsichtigung von Festungsanlagen an der Weichsel bei Zoppot abkommandiert, erreichte nach Flug von Danzig nach Breslau und Autofahrt von dort nach Warschau die Stadt am 5. August um 17 Uhr. Seinen Stab brachte er zunächst in Sochaczew unter. Zu dem Zeitpunkt kämpften und mordeten deutsche Einheiten bereits seit mehreren Stunden in Wola.

## Verlauf
Die Kaminski-Brigade, die aus Südwesten kommend (an der rechten Flanke) durch Ochota mit zwei Spitzen entlang der Ulica Grójecka und des von deutschen Truppen gehaltenen Mokotów-Flughafens auf die Aleje Jerozolimskie und die dort liegenden, großen Lindley-Wasserfilteranlagen vorstoßen sollte, wurde von Heinz Reinefarth über Funk geführt. Durch diesen engeren und direkten Kontakt wollte er eine Befolgung seiner Befehle durch die als unzuverlässig geltende Truppe sicherstellen. Die beiden von Frolow geführten Russen-Bataillone traten jedoch bereits verspätet an. Sie waren zwar mit einigen Beutepanzern ausgerüstet, verfügten aber nicht über genug Munition. Sie griffen in Folge nicht, wie befohlen, die unterlegenen polnischen Einheiten an den Barrikaden in der Wawelska und der Ulica Kaliska an. Stattdessen plünderten sie Häuser und vergewaltigten und ermordeten Zivilisten. Das an der Wawelska 15 liegende Marie-Curie-Krebskrankenhaus wurde zum Schauplatz grausamer Verbrechen. Kranke Frauen und hier tätige Schwestern wurden vergewaltigt und zusammen mit den Ärzten ermordet; teilweise gehängt. Im Krankenhaus wurde Feuer gelegt, Menschen verbrannten. Gefangene Männer wurden gefoltert. Im Rausch der Gewalt und unter Alkoholeinfluss kam es sogar zu Übergriffen auf deutsche Frauen. So wurden auch KdF-Angehörige durch Soldaten dieser Brigade vergewaltigt und ermordet.